# Desa Mekarsari (administrativ by i Indonesien, Banten, lat -5,94, long 106,02)
Desa Mekarsari är en administrativ by i Indonesien.   Den ligger i provinsen Banten, i den västra delen av landet, 100 km väster om huvudstaden Jakarta.